# Zapotèque d'Ixtlán du Sud-Est
Le zapotèque d'Ixtlán du Sud-Est (ou zapotèque de Latuvi, zapotèque de Yavesía) est une variété de la langue zapotèque parlée dans l'État de Oaxaca, au Mexique.

## Localisation géographique
Le zapotèque d'Ixtlán du Sud-Est est parlé dans les villes de Santa María Yavesía (en), Carrizal, Latuvi, Benito Juárez, Ixtlán de Juárez (en), Santa Catarina Lachatao (en), Llano Grande, La Trinidad, Nevería, San Miguel Amatlán (en), Capulalpam de Morelos, Santiago Xiacui (en), Natividad (en) et San Pablo Guelatao (en), dans le nord de l'État de Oaxaca, au Mexique,.

## Intelligibilité avec les variétés du zapotèque
Les locuteurs du zapotèque d'Ixtlán du Sud-Est ont une intelligibilité de 63 % du zapotèque de la Sierra de Juárez et de 43 % du zapotèque de Yareni.